# Winnett
Winnett – miasto w Stanach Zjednoczonych, w stanie Montana, siedziba administracyjna hrabstwa Petroleum.